# Edmond Becquerel
Alexandre Edmond Becquerel, född 24 mars 1820 i Paris, död 11 maj 1891, var en fransk fysiker, son till Antoine Becquerel och far till Henri Becquerel.
Becquerel blev 1853 lärare i fysik vid "Conservatoire des arts et métiers" i Paris och 1863 ledamot av Institut de France samt efterträdde 1878 sin far som lärare vid Muséum national d'histoire naturelle. Becquerel är framförallt känd för sina undersökningar av solspektrum och fosforescensen. Utom de arbeten, som han författat tillsammans med sin far, bland annat Traité d'électricité et de magnétisme (1855–1856) och Resumé de l'histoire de l'électricité et du magnétisme (1858), har han utgivit La lumiére, ses causes et ses effets (1867–1868). Sedan 1886 var han medlem av svenska vetenskapsakademien.